# Vilhelm Rudolf Hummelhjelm
Vilhelm Rudolf Hummelhielm, född den 9 februari 1744, död den 20 augusti 1794 på Näs i Småland, var en svensk politiker, son till landshövdingen Hans Hummelhielm och Anna Elisabet von Döbeln. 

## Biografi
Hummelhielm, som 1770 blev sekreterare i utrikesexpeditionen, har skrivit in sitt namn på historiens blad genom en märklig episod vid 1778–1779 års riksdag. Vid denna, den första efter revolutionen, rådde mycken osäkerhet om de konstitutionella formerna och, i sin iver att stryka ett streck över frihetstidens författning, förklarade Gustav III, att 1617 års riksdagsordning åter skulle vara gällande. Då denna gav kungen rätt att vid skiljaktiga meningar mellan stånden utvälja den, "som honom godt syntes", uppväcktes härav stor farhåga bland "frihetsvännerna", att den verkliga lagstiftningsmakten skulle stanna i kungens händer. För att avvända en sådan sakernas utveckling inlämnade Hummelhielm den 19 januari 1779 på riddarhuset ett memorial, vari påpekades nödvändigheten av bestämda föreskrifter angående beräkningen av ständernas röster. Memorialet väckte livlig oro på högsta ort och enligt Fersen skall den i små förhållanden levande Hummelhielm blivit erbjuden förmåner, om han ville dra tillbaka memorialet, vilket dock av honom avslogs. Efter åtskillig tvekan skyndade kungen att genom en öppen förklaring lugna farhågorna för intrång i ständernas lagstiftningsrätt och redan den 26 januari skedde riksdagens avslutning, vilken anses ha i väsentlig mån påskyndats genom Hummelhielms memorial. Att han genom detsamma vunnit oppositionens synnerliga högaktning, visar sig bland annat därav, att Johan von Engeström i sina anteckningar från 1786 års riksdag starkt beklagar, att Hummelhielm av opasslighet hindrades att bevista densamma förrän i dess senaste skede.